# روبرت بالمر (كاتب)
روبرت بالمر (بالإنجليزية: Robert Palmer)‏ هو صحفي وكاتب سيناريو ومنتج أسطوانات ومؤلف وموسيقي وملحن وكاتب أمريكي، ولد في 19 يونيو 1945 في ليتل روك في الولايات المتحدة، وتوفي في 20 نوفمبر 1997 في فالهالا في الولايات المتحدة.

## وصلات خارجية
- روبرت بالمر على موقع IMDb (الإنجليزية)
- روبرت بالمر على موقع ميوزك برينز (الإنجليزية)
- روبرت بالمر على موقع أول ميوزيك (الإنجليزية)
- روبرت بالمر على موقع ديسكوغز (الإنجليزية)
- روبرت بالمر على موقع قاعدة بيانات الفيلم (الإنجليزية)